# Pugačëv (Oblast' di Saratov)
Pugačëv (in russo Пугачёв?, fino al 1935 Nikolaevsk) è una città russa, capoluogo dell'omonimo rajon nell'oblast' di Saratov.
Fondata nel 1764, ottenne lo status di città nel 1835.